# Psydrax calcicola
Psydrax calcicola là một loài thực vật có hoa trong họ Thiến thảo. Loài này được (Craib) A.P.Davis mô tả khoa học đầu tiên năm 2008.